# Ossian’s Grave
Ossian’s Grave, (auch Cloghbrack, irisch An Chloch Bhreac) oder Lubitavish Court Tomb genannt, ist ein Court Tomb im Townland Lubitavish (irisch Lúb an tSámhais), nordwestlich von Cushendall im County Antrim in Nordirland. Es liegt am Nordosthang des Tievebulliagh oberhalb des Glenaan, eines der neun Glens of Antrim. Benannt ist Ossian’s Grave nach dem mythischen Krieger und Dichter Ossian, einem Sohn von Finn MacCool, der einer Legende nach hier begraben wurde. Ossian’s Grave ist als Scheduled Monument ausgewiesen und steht unter Denkmalschutz.

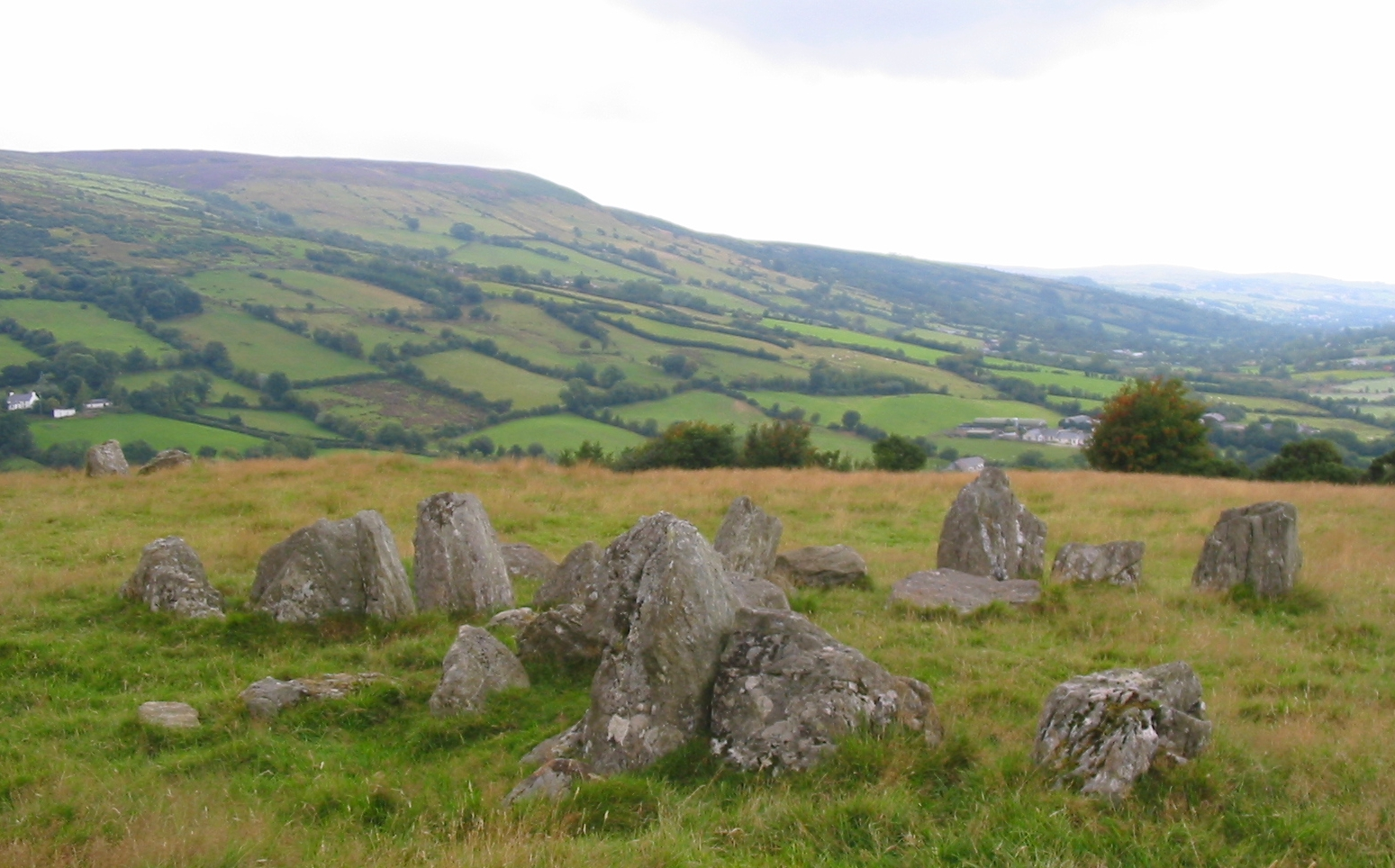
Ossian’s Grab

## Beschreibung
Die Reste dieser aus vergleichsweise kleinen Steinen errichteten Megalithanlage wurden von einem niedrigen ovalen Steinhügel gefasst, der heute verunstaltet ist. Nur zwei seiner Randsteine blieben auf der Nordseite erhalten. Der halbrunde, nach Südosten gerichtete Vorhof befindet sich vor der schmalen Galerie, die aus zwei hintereinander liegenden Kammern besteht. Ossians Grab ist nicht ausgegraben worden. Ossian’s Grave wird auch die Steinsetzung „Four Stones“ von Hagley Hall in Worcestershire genannt.
Court Tombs gehören zu den megalithischen Kammergräbern (englisch chambered tombs) in Irland und Großbritannien. In Irland gibt es  etwa 400 Exemplare. Diese werden nahezu ausschließlich im Norden gefunden. Mindestens 17 weitere Court Tombs befinden sich im County Antrim. Die Anlagen werden auch als gehörnte (englisch horned) Cairns bzw. Hummer- (englisch Lobster tombs) bezeichnet. Sie wurden in der frühen Jungsteinzeit ab 3500 v. Chr. errichtet.
Am Rande der Anlage befindet sich ein 1989 errichtetes Denkmal zu Ehren des nordirischen Dichters John Hewitt (1907–1987), der als Poet of the Glens gilt und über Ossian’s Grave ein Gedicht geschrieben hatte, in dem er die wissenschaftliche und die folkloristische Interpretation des Ortes gegenüberstellt.

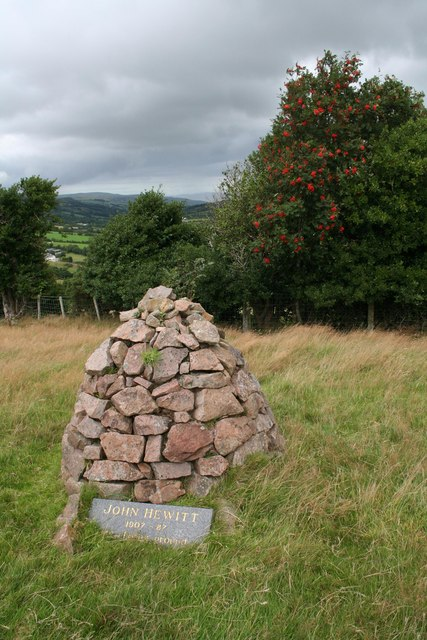
John Hewitts Denkmal

## Gedicht
We stood and pondered on the stones

whose plan displays their pattern still;

the small blunt arc, and, sill by sill,

the pockets stripped of shards and bones.

The legend has it, Oisin lies

beneath this landmark on the hill,

asleep till Fionn and Oscar rise

to summon his old bardic skill

in hosting their last enterprise.

This, stricter scholarship denies,

declares this megalithic form

millenniums older than his time –

if such lived ever, out of rime –

…

I cannot tell; would ask no proof;

let either story stand for true,

as heart or head shall rule.